# Hydrolea brevistyla
Hydrolea brevistyla är en tvåhjärtbladig växtart som beskrevs av B. Verdcourt. Hydrolea brevistyla ingår i släktet Hydrolea och familjen Hydroleaceae. Inga underarter finns listade i Catalogue of Life.